# Dream Evil (Album)
Dream Evil ist das vierte Studioalbum der Band Dio. Es wurde am 21. Juli 1987 veröffentlicht. Nach drei Alben mit Vivian Campbell kam hier zum ersten Mal Craig Goldy an der Gitarre zum Einsatz.

## Hintergründe
Nachdem der Vorgänger Sacred Heart etwas kommerzieller ausgefallen war, kehrte Dio mit dem Dream-Evil-Album wieder zum härteren Sound der ersten beiden Alben zurück.
Das Album wurde in Los Angeles im Village-Recorder-Studio aufgenommen. Produziert wurde es von Ronnie James Dio selber. Als Singles wurden All the Fools Sailed Away / Overlove sowie I Could Have Been a Dreamer ausgekoppelt.
Das Albumcover wurde von Steve Huston illustriert. Es zeigt ein schlafendes Kind, auf dessen Bettdecke eine Art Troll zu stehen scheint. Unter dem Bett schauen Tentakel, Pflanzenranken, Schlangen, eine Eidechse, Käfer und eine schwarze Katze mit leuchtend roten Augen hervor. Neben dem Bett liegen ein offenes Buch und eine Kristallkugel. Zum Fenster schaut die gleiche, dunkle Figur, die bereits auf den vorangegangenen Alben zu sehen war, hinein.

## Komposition
Nachdem der Keyboard-Sound auf Sacred Heart eher etwas kommerzieller wirkte, erzeugt das Keyboard hier einen eher dunkleren Unterton. Das Songmaterial ist ähnlich aufgebaut wie auf den ersten paar Alben. Zu finden sind Speed-Metal-Songs wie Night People, Midtempo-Stücke wie Naked in the Rain und Nummern, die an den Blues angelehnt sind, wie z. B. Overlove. Dazu ist untypisch auch ein balladesker Titel zu finden, nämlich All the Fools Sailed Away. Das Gitarren-Riff des Titeltracks weist zudem eine gewisse Ähnlichkeit mit demjenigen von Man on the Silver Mountain von Dios ehemaliger Band Rainbow auf.

## Rezeption
Im Rock Hard wurde das Album beim Erscheinen als Enttäuschung gewertet. Rezensent Frank Trojan kritisierte, Dream Evil biete zu wenig Neues und unterscheide sich nur geringfügig von den Vorgängerwerken. In der Rezension, die mit einer Bewertung von 6/10 Punkten geschlossen wurde, konstatierte der Redakteur, Dio sei „an einem gefährlichen Punkt angelangt, nämlich nur noch sich selbst zu kopieren und so unweigerlich in einer Sackgasse zu enden.“
Retrospektive Betrachtungen stellen hingegen das Werk als einen Ausdruck von Konstanz dar. So gibt Chris Doran vom Metal Observer an, das Album füge „dem Ganzen weder etwas Neues hinzu noch schade […] es der Band“.
Die Singleauskopplung I Could Have Been a Dreamer erreichte in den US Mainstream Rock Tracks Charts Platz 33.

## Trivia
Die schwedische Metalband Dream Evil bezieht sich mit ihrem Namen auf dieses Album.

## Titelliste
Alle Texte auf dem Album wurden von Ronnie James Dio geschrieben.
1. Night People (Dio, Craig Goldy, Jimmy Bain, Claude Schnell, Vinny Appice) – 4:06
2. Dream Evil (Dio, Goldy) – 4:26
3. Sunset Superman (Dio, Goldy, Bain, Schnell, Appice) – 5:45
4. All the Fools Sailed Away (Dio, Goldy) – 7:10
5. Naked in the Rain (Dio) – 5:09
6. Overlove (Dio, Goldy, Appice) – 3:49
7. I Could Have Been a Dreamer (Dio, Goldy) – 4:42
8. Faces in the Window (Dio, Goldy, Bain, Schnell, Appice) – 3:53
9. When a Woman Cries (Dio, Goldy, Bain, Schnell, Appice) – 4:43

## Besetzung
- Ronnie James Dio – Vocals
- Craig Goldy – Guitar
- Jimmy Bain – Bass
- Claude Schnell – Keyboards
- Vinny Appice – Drums
- Mitchell Singing Boys – Refrain auf All the Fools Sailed Away